# La Trimouille
La Trimouille é uma comuna francesa na região administrativa da Nova Aquitânia, no departamento de Vienne. Estende-se por uma área de 41,65 km². Em 2010 a comuna tinha 897 habitantes (densidade: 21,5 hab./km²).